# Олимпийски парк (Лондон)
Вижте пояснителната страница за други значения на Олимпийски парк.
Олимпийският парк в Лондон (на английски: Olympic Park) е спортен комплекс в Лондон, Обединеното кралство.
Той е сред местата, където се провеждат Летните олимпийски и Летните паралимпийски игри през 2012 г.

## Състав
Комплексът включва:
- олимпийското село на спортистите,
- Олимпийски стадион (Olympic Stadium),
- стадион „Ривърбанк Арена“ (Riverbank Arena),
- зала за баскетбол (Basketball Arena),
- зала за водна топка (Water Polo Arena),
- спортна зала „Копър Бокс“ (Copper Box),
- аквацентър (Aquatics Centre),
- велопарк (Velopark), както и
- наблюдателната кула „АрселорМитал Орбит“ (ArcelorMittal Orbit), висока 115 м.

## Бъдеще
След Игрите ще носи името Олимпийски парк „Кралица Елизабет“ (Queen Elizabeth Olympic Park) , за да отбележи диамантения юбилей (60-а годишнина) от възцаряването на британската кралица Елизабет II на 6 февруари 1952 г.
Паркът ще бъде активно използван в състава на научно-техническия комплекс East London Tech City и от нов университет.